# 列赫尼夫卡 (巴里希夫卡區)
50°22′42″N 31°32′43″E / 50.37833°N 31.54528°E
萊赫尼夫卡（烏克蘭語：Лехнівка）是位於烏克蘭北部的村莊，由基辅州布羅瓦里區的貝雷贊市鎮負責管轄。該村處於涅德拉河畔，始建於1621年，面積3.65平方公里，海拔高度122米，2001年人口1,457。